# Crassula exserta
Crassula exserta är en fetbladsväxtart som först beskrevs av F. Reader, och fick sitt nu gällande namn av Carl Hansen Ostenfeld. Crassula exserta ingår i släktet krassulor, och familjen fetbladsväxter. Inga underarter finns listade i Catalogue of Life.